# Tennis Masters Cup 2003
La Tennis Masters Cup 2003 è stata un torneo di tennis giocato sul cemento. 
È stata la 34ª edizione del torneo di singolare di fine anno, 
la 29ª edizione del torneo di doppio di fine anno e parte dell'ATP Tour 2003. 
Si è giocato al Westside Tennis Club di Houston negli Stati Uniti, dall'8 al 16 novembre 2003.

## Campioni

### Singolare
Roger Federer ha battuto in finale  Andre Agassi con il punteggio di 6–3, 6–0, 6–4

### Doppio
Bob Bryan /  Mike Bryan hanno battuto in finale  Michaël Llodra /  Fabrice Santoro con il punteggio di 6(6)–7, 6–3, 3–6, 7–6(3), 6–4